# Polska 2050
Polska 2050 (česky Polsko 2050) je polská centristická strana (dříve politické hnutí), kterou založil Szymon Hołownia po své kandidatuře v prezidentských volbách. Strana začala velmi záhy získávat silnou podporu ve volebních průzkumech (se 13 % hlasů by se stala třetí nejsilnější stranou Sejmu). Spolek Polska 2050 vznikl 24. srpna 2020, politická strana Polska 2050 Szymona Hołowni pak 26. března 2021, jejím předsedou se stal Michał Kobosko. Se stranou je úzce spojený think tank Instytut Strategie 2050. Strana stojí na sociálních a křesťanskodemokratických hodnotách. Klade si za cíl udržovat prozápadní směřování Polska a dosažení uhlíkové neutrality země do roku 2050.